# 錐眼同寄居蟹
錐眼同寄居蟹（学名：Sympagurus acinops）为擬寄居蟹科同寄居蟹屬下的一个种。